# Sint-Gorikskerk (Bieren)
De Sint-Gorikskerk (Frans: Église Saint-Géry) is de parochiekerk van de gemeente Bieren, gelegen aan de Rue de l'Église, in het Franse Noorderdepartement.

## Geschiedenis
Er bestond een kerk van 1414, maar deze werd, tijdens de Franse Revolutie, in 1799 verkocht en vervolgens gesloopt. Een nieuwe kerk werd gebouwd in 1807 naar ontwerp van Deterre. Van 1893-1895 werd de kerk met een travee verlengd en er werd ook een toren met ingangsportaal voorgebouwd naar ontwerp van Louis Croin.

## Gebouw
Het betreft een bakstenen bouwwerk met neoclassicistische stijlelementen en voorgebouwde toren. De kerk wordt omgeven door een kerkhof.